# Kowloon Generic Romance
Kowloon Generic Romance (九龍ジェネリックロマンス?, Kūron Jenerikku Romansu, lett. "Romanzo generico di Kowloon") è un manga scritto e disegnato da Jun Mayuzuki. È stato serializzato sul Weekly Young Jump di Shūeisha da novembre 2019. La storia è ambientata a Hong Kong, nello specifico nella città murata di Kowloon. Un adattamento anime è stato trasmesso dal 5 aprile al 28 giugno 2025, e un adattamento cinematografico live action prodotto da Robot Communications uscirà il 29 agosto dello stesso anno.

## Trama

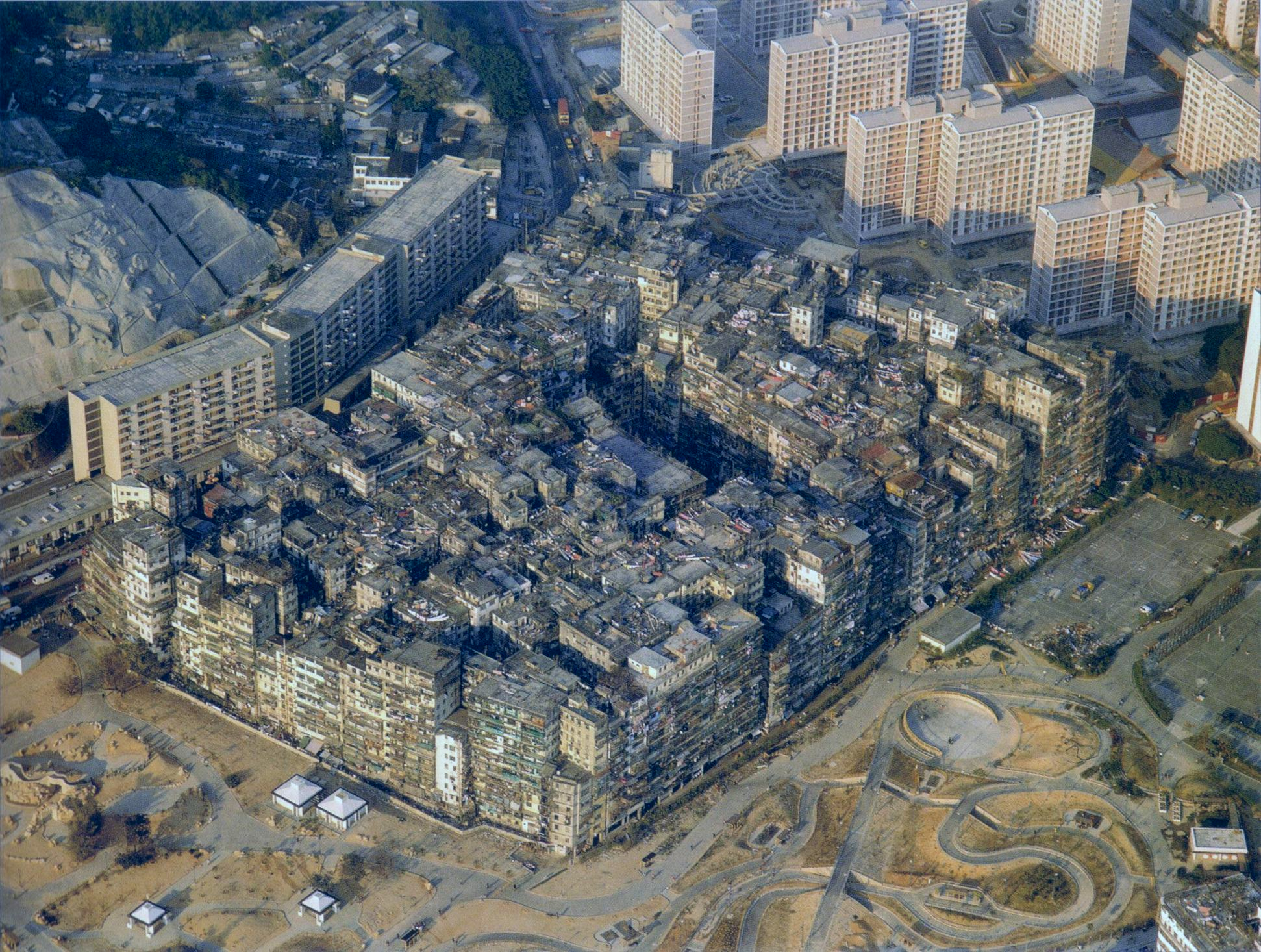
La città murata di Kowloon, luogo di ambientazione dell'opera

L'opera è ambientata nella città murata di Kowloon, in un universo alternativo in cui il quartiere, all'apparenza, non è stato ancora abbattuto. Inoltre, oltre al pianeta Terra, nello spazio è presente un altro pianeta, chiamato GeneTerra, costruito artificialmente dal potente conglomerato Hebinuma Pharmaceutical, in cui sarà possibile guarire tutte le malattie. I protagonisti dell'opera sono Reiko Kujirai e Hajime Kudou, che lavorano per l'agenzia immobiliare Wanglai Local Industrial Corporation. Reiko è segretamente innamorata di  Hajime, ma ben presto fa un'inquietante scoperta: una donna con le sue stesse sembianze e con il suo stesso nome ha vissuto a Kowloon in passato, ma lei non ha alcuna memoria di ciò. A Kowloon, dove il tempo scorre lentamente, riuscirà piano piano a svelare il mistero.

## Personaggi
Reiko Kujirai (くじらい れいこ?)
Doppiata da: Haruka Shiraishi, interpretata da: Riho Yoshioka
Una donna giapponese di 32 anni che lavora per l'agenzia immobiliare Wanglai a Kowloon. Solare e amichevole, è innamorata del suo collega Hajime. In seguito all'incontro con Gwen realizza che c'è un'altra versione di lei che ha vissuto nel passato: Kujirai B.
Kujirai B (鯨井B?)
È la versione del passato di Kujirai, di cui quest'ultima non ha memoria. Anche lei, come la protagonista, lavorava all'agenzia Wanglai. Tuttavia, emergono dettagli sempre più oscuri sul suo passato: era infatti fidanzata con Hajime e, apparentemente, è morta in circostanze misteriose.
Hajime Kudou (くどう はじめ?)
Doppiato da: Tomokazu Sugita, interpretato da: Koshi Mizukami
Un uomo giapponese di 34 anni, collega di Reiko all'agenzia Wanglai di Kowloon. In passato era fidanzato con Kujirai B, la versione del passato di Reiko. Appare spesso come solitario, abitudinario, malinconico e nostalgico, e nutre profondo amore verso la città murata di Kowloon, seppur ci viva da pochi anni.
Lee (リー?)
Un uomo di mezza età, direttore della filiale dell'agenzia Wanglai dove lavorano i protagonisti.
Youmei (ヨウメイ?)
Doppiata da: Aoi Koga, interpretata da: Minami Umezawa
È un'amica di Reiko, che lei soprannomina Reko-pon, e realizza peluche utilizzando una macchina da cucito. Il suo vero nome è Yang Ming ed è la figlia della famosa attrice Yang Lee, ma ha deciso di abbandonare la sua vita precedente, di cambiare i suoi connotati con la chirurgia plastica e di trasferirsi nella città murata di Kowloon alla ricerca di un nuovo futuro.
Shaohei (シャオヘイ?)
Doppiata da: Sayumi Suzushiro, interpretata da: Kotone Hanase
Una giovane ragazza di piccole dimensioni che vive a Kowloon, lavorando in svariati negozi tra i vicoletti del quartiere. È amica dei protagonisti e spesso esce insieme a loro.
Miyuki Hebinuma (へびぬま みゆき?)
Doppiato da: Ryōtarō Okiayu, interpretato da: Ryō Ryūsei
È il cinico presidente dell'imponente conglomerato Hebinuma Pharmaceutical, che sta costruendo, tra le altre cose, una copia della Terra nello spazio, chiamata GeneTerra. È un ermafrodita con preferenze verso gli uomini. Conduce ricerche segrete sulla clonazione di esseri umani; pertanto, è particolarmente interessato a Reiko.
Thao Gwen (タオ・グエン?)
Doppiato da: Taito Ban, interpretato da: Shuntarō Yanagi
Ragazzo prestante, in passato era un cameriere alla Goldfish Tea House ed era amico di Hajime e Kujirai B, che andavano spesso nel suo locale. Ha una relazione con Miyuki, per cui nutre un amore incondizionato.

## Produzione
Mayuzuki ha avuto l'idea di lanciare una serie sulla città murata di Kowloon già quando il suo lavoro precedente, Come dopo la pioggia, era ancora in fase di serializzazione. Le piace l'argomento e ne è venuta a conoscenza grazie al videogioco Kowloon's Gate quando era giovane.

## Media

### Manga
Kowloon Generic Romance è scritto e disegnato da Jun Mayuzuki. La serie ha iniziato la serializzazione sul Weekly Young Jump di Shūeisha il 7 novembre 2019, che successivamente ha raccolto i suoi capitoli in vari volumi tankōbon, pubblicati a partire dal 19 febbraio 2020. Al 17 aprile 2025 i volumi pubblicati sono undici. 
Nel gennaio 2022, Yen Press ha annunciato di aver concesso in licenza il manga per l'uscita in inglese in America del Nord e il primo volume è stato pubblicato nel luglio dello stesso anno. La serie è stata concessa in licenza in Italia da J-Pop. La traduzione dei testi è curata da Ilaria Melvi. In Francia è edita da Kana.

#### Volumi
| 1  | 19 febbraio 2020          | ISBN 978-4-08-891488-6 | 15 settembre 2021 | ISBN 978-88-349-0633-0 |
| 1  | Capitoli - Capitoli 1-8   |                        |                   |                        |
| 2  | 17 luglio 2020            | ISBN 978-4-08-891532-6 | 17 novembre 2021  | ISBN 978-88-349-0815-0 |
| 2  | Capitoli - Capitoli 9-17  |                        |                   |                        |
| 3  | 19 novembre 2020          | ISBN 978-4-08-891728-3 | 13 gennaio 2022   | ISBN 978-88-349-0887-7 |
| 3  | Capitoli - Capitoli 18-26 |                        |                   |                        |
| 4  | 19 febbraio 2021          | ISBN 978-4-08-891829-7 | 2 marzo 2022      | ISBN 978-88-349-0942-3 |
| 4  | Capitoli - Capitoli 27-35 |                        |                   |                        |
| 5  | 18 giugno 2021            | ISBN 978-4-08-892012-2 | 4 maggio 2022     | ISBN 978-88-349-0999-7 |
| 5  | Capitoli - Capitoli 36-44 |                        |                   |                        |
| 6  | 19 novembre 2021          | ISBN 978-4-08-892131-0 | 6 luglio 2022     | ISBN 978-88-349-1074-0 |
| 6  | Capitoli - Capitoli 45-53 |                        |                   |                        |
| 7  | 18 maggio 2022            | ISBN 978-4-08-892271-3 | 21 settembre 2022 | ISBN 978-88-349-1139-6 |
| 7  | Capitoli - Capitoli 54-62 |                        |                   |                        |
| 8  | 19 dicembre 2022          | ISBN 978-4-08-892433-5 | 5 luglio 2023     | ISBN 978-88-349-2189-0 |
| 8  | Capitoli - Capitoli 63-70 |                        |                   |                        |
| 9  | 19 ottobre 2023           | ISBN 978-4-08-892863-0 | 28 agosto 2024    | ISBN 978-88-349-2686-4 |
| 9  | Capitoli - Capitoli 71-78 |                        |                   |                        |
| 10 | 18 ottobre 2024           | ISBN 978-4-08-893267-5 | 16 aprile 2025    | ISBN 978-88-349-3291-9 |
| 10 | Capitoli - Capitoli 79-87 |                        |                   |                        |
| 11 | 17 aprile 2025            | ISBN 978-4-08-893715-1 | —                 | —                      |
| 11 | Capitoli - Capitoli 88-95 |                        |                   |                        |

### Anime
Nell'ottobre 2024 è stato annunciato che la serie avrebbe ricevuto un adattamento anime. È prodotto da Arvo Animation e diretto da Yoshiaki Iwasaki, con la sceneggiatura di Jin Tanaka, il character design di Yuka Shibata e la direzione artistica di Yūji Kaneko. La serie è stata trasmessa dal 5 aprile al 28 giugno 2025 su TV Tokyo e i suoi affilati. La sigla di apertura è Summertime Ghost (サマータイムゴースト?, Samātaimu Gōsuto) dei Wednesday Campanella, mentre la sigla di chiusura è Koi no Retronym (恋のレトロニム?, Koi no Retoronimu, lett. "Un retronimo per amore") di mekakushe. Crunchyroll ha pubblicato la serie in streaming in Occidente. Medialink ha concesso in licenza la serie in Asia meridionale e sud-orientale per lo streaming sul canale YouTube di Ani-One Asia.

#### Episodi
| Nº | Titolo italiano Giapponese 「Kanji」 - Rōmaji | In onda        | In onda |
| Nº | Titolo italiano Giapponese 「Kanji」 - Rōmaji | Giapponese     |         |
| 1  | Episodio 1 「第1話」 - Dai 1-wa               | 5 aprile 2025  |         |
| 2  | Episodio 2 「第2話」 - Dai 2-wa               | 12 aprile 2025 |         |
| 3  | Episodio 3 「第3話」 - Dai 3-wa               | 19 aprile 2025 |         |
| 4  | Episodio 4 「第4話」 - Dai 4-wa               | 26 aprile 2025 |         |
| 5  | Episodio 5 「第5話」 - Dai 5-wa               | 3 maggio 2025  |         |
| 6  | Episodio 6 「第6話」 - Dai 6-wa               | 10 maggio 2025 |         |
| 7  | Episodio 7 「第7話」 - Dai 7-wa               | 17 maggio 2025 |         |
| 8  | Episodio 8 「第8話」 - Dai 8-wa               | 24 maggio 2025 |         |
| 9  | Episodio 9 「第9話」 - Dai 9-wa               | 31 maggio 2025 |         |
| 10 | Episodio 10 「第10話」 - Dai 10-wa            | 7 giugno 2025  |         |
| 11 | Episodio 11 「第11話」 - Dai 11-wa            | 14 giugno 2025 |         |
| 12 | Episodio 12 「第12話」 - Dai 12-wa            | 21 giugno 2025 |         |
| 13 | Episodio 13 「第13話」 - Dai 13-wa            | 28 giugno 2025 |         |

### Live action
Nell'ottobre 2024 è stato annunciato che la serie riceverà un adattamento cinematografico in live action, prodotto da Robot Communications e diretto da Chihiro Ikeda. Verrà distribuito nelle sale giapponesi da Bandai Namco Filmworks il 29 agosto 2025. La sigla del film è Haze cantata dal gruppo Kroi.

## Accoglienza
Nel 2020, il manga è stato uno dei 50 candidati al 6° Next Manga Awards. Kowloon Generic Romance si è classificato 3° nella guida Kono manga ga sugoi! di Takarajimasha dei migliori manga del 2021 destinati a un pubblico maschile. La serie è anche stata nominata per il 14° Manga Taishō, tenutosi lo stesso anno, classificandosi al 9º posto con 46 punti.